# Jewgienij Ananjew
Jewgienij Władimirowicz Ananjew (ros. Евгений Владимирович Ананьев, ur. 2 lipca 1955) – radziecki szpadzista, brązowy medalista mistrzostw świata.
Podczas mistrzostw świata w Buenos Aires w 1977 roku reprezentanci ZSRR w składzie: Boris Łukomski, Aszot Karagjan, Leonid Dunajew, Aleksandr Abuszachmietow i Jewgienij Ananjew zdobyli brązowy medal w zawodach drużynowych. Był to jedyny medal Ananjewa wywalczony w zawodach tego cyklu.
Nigdy nie wziął udziału w igrzyskach olimpijskich.
Po zakończeniu kariery został trenerem.